# Пам'ятник «Менора»
Пам'ятник «Менора» (світильник) — пам'ятник, присвячений вбивству мирного єврейського населення Києва у Бабиному Яру в роки Німецько-радянської війни.

## Історія спорудження
Встановлено 29 вересня 1991 року, у 50-у річницю першого масового розстрілу євреїв. Від колишньої контори єврейського кладовища до пам'ятника прокладена вимощена плиткою «Дорога скорботи».
Даний невеликий пам'ятник є дуже значущим кроком в увічненні пам'яті убитих. Багато десятиліть в СРСР замовчувалося про те, що в Бабиному Яру абсолютна більшість убитих були євреями. Згадки про євреїв або єврейська символіка ховалися і викорінювалися. Можливість встановити пам'ятник з'явилася в Україні лише після краху СРСР.

## Візити
У січні 2001 року пам'ятник відвідав президент Ізраїлю Моше Кацав та посприяв встановленню меморіальної плити. Плита одразу привернула увагу вандалів-антисемітів, які періодично здійснювали наруги над пам'яттю вбитих українських євреїв. Плита багаторазово розбивалася, а пам'ятник обливали фарбою.
Пам'ятник «Менора» не перебуває на балансі жодної з міських організацій.